# Auguste Jordan
Auguste Jordan (Linz, 1909. február 21. – Château-Thierry, 1990. május 17.) osztrák születésű, francia válogatott labdarúgó, edző.

## Sikerei, díjai

### Játékosként
- RC Paris
  - Francia első osztály bajnoka: 1935-36
  - Francia kupa: 1936, 1939, 1940, 1945

### Menedzserként
- Standard de Liège
  - Belga első osztály bajnoka: 1962-63